# Erinn Smart
Erinn Smart (n. 12 ianuarie 1980, New York City, New York, SUA) este o scrimeră ce a reprezentat Statele Unite ale Americii, medaliată olimpică. A participat la 2 ediții ale Jocurilor Olimpice (2004, 2008) în care a câștigat o medalie de argint.